# Germania V
Pour les articles homonymes, voir Germania.
Le Germania V est un ketch construit en 1955 pour Alfried Krupp von Bohlen und Halbach propriétaire de l'entreprise Krupp à Essen. C'est le cinquième des six bateaux construits pour la famille Krupp.

## Histoire
Le Germania V a été réalisé en 1955 au chantier naval Abeking & Rasmussen de Lemwerder sur des plans de l'architecte naval Henry Rasmussen. C'est un ketch à 2 mâts, coque d'acier avec une superstructure et pont en teck, avec une barres en sapin verni.
Il a été restauré en 1992.

## Autres yachts nommésGermania
- Germania, 1908,
- Germania II, 1934,
- Germania III, 1935,
- Germania IV, 1939,
- Germania VI, 1963.